# Elm
Elm (toponimo tedesco) è una frazione di 626 abitanti del comune svizzero di Glarona Sud, nel Canton Glarona.

## Geografia fisica
Il villaggio di Elm si trova a 977 metri di altitudine sulla riva sinistra del fiume Sernf. È il villaggio più a monte della valle del Sernf, con il villaggio di Matt a valle e a nord. Elm si trova sulla strada proveniente da Schwanden, sebbene la strada prosegua più a monte nella valle fino a diversi insediamenti isolati.
Elm è ben noto per il fenomeno della luce solare che filtra attraverso il "Buco di Martino" nella montagna. Diverse volte in primavera, il 12 e 13 marzo e il 30 settembre e il 1° ottobre in autunno, il sole splende per circa un minuto sull'area intorno alla chiesa, attirando numerosi osservatori.

## Storia
Elm viene menzionato per la prima volta nel 1344 come Elme.
Le terme di Wichlen erano in uso fin dal Medioevo e vengono menzionate per la prima volta nel 1547. Furono molto popolari fino a quando non furono sepolte da una valanga nel 1762. Molte caratteristiche strutture in legno sono sopravvissute.
Già comune autonomo che si estendeva per 90,73 km² e che comprendeva anche le frazioni di Müsli, Obmoos, Schwändi, Steinibach, Sulzbach, Töniberg, Untertal, Vogelsang e Wald, il 1º gennaio 2011 è stato accorpato agli altri comuni soppressi di Betschwanden, Braunwald, Engi, Haslen, Linthal, Luchsingen, Matt, Mitlödi, Rüti, Schwanden, Schwändi e Sool per formare il nuovo comune di Glarona Sud.

## Monumenti e luoghi d'interesse

### Architetture religiose

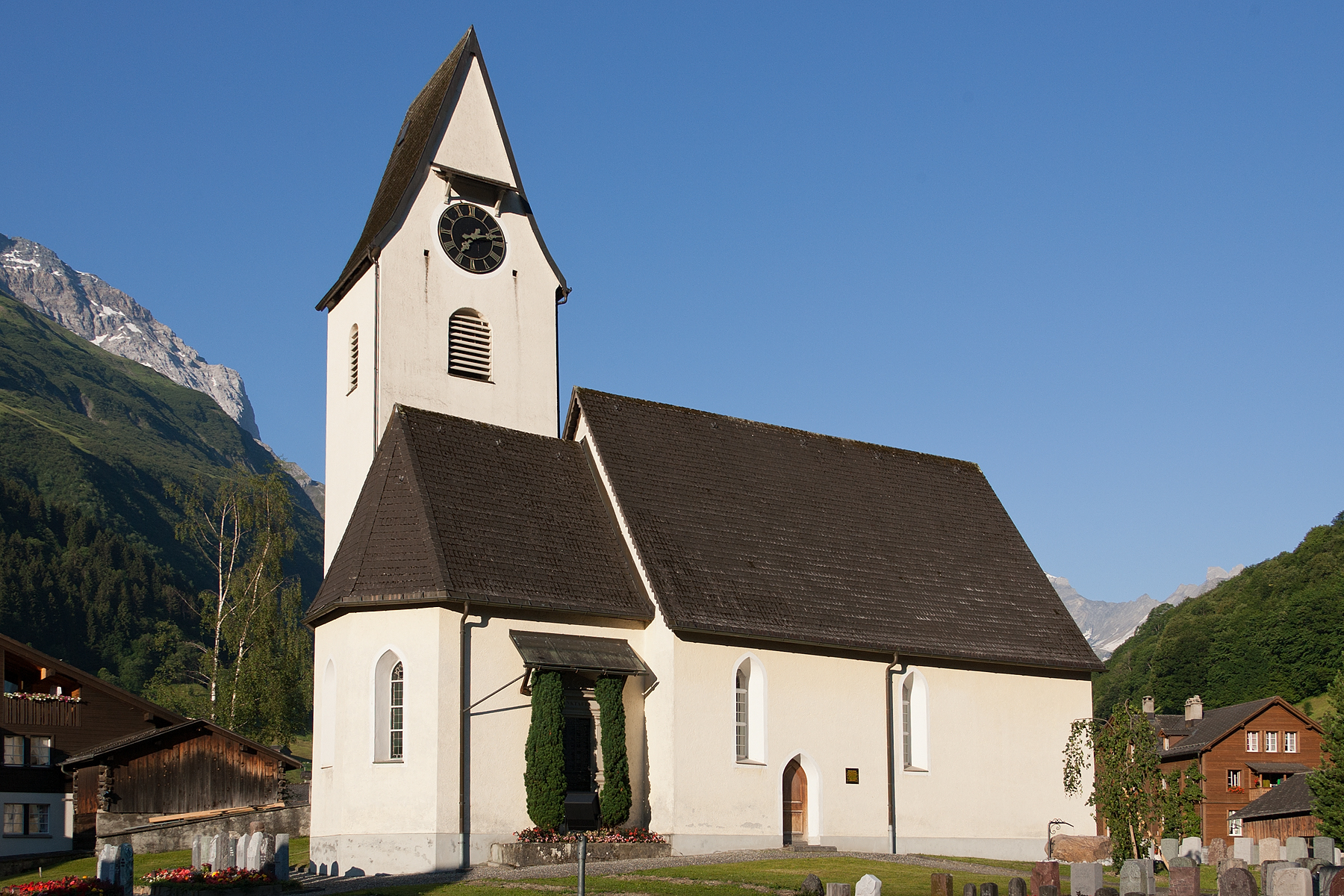
La chiesa riformata

- Chiesa riformata, eretta nel 1493[1].

### Architetture civili
- Casa Grosshaus, eretta nel 1585-1586[1];
- Casa Zentner, eretta nel 1799[1];
- Casa Suvorov, ricostruita nel 1671 e nel 1772[1].

### Aree naturali

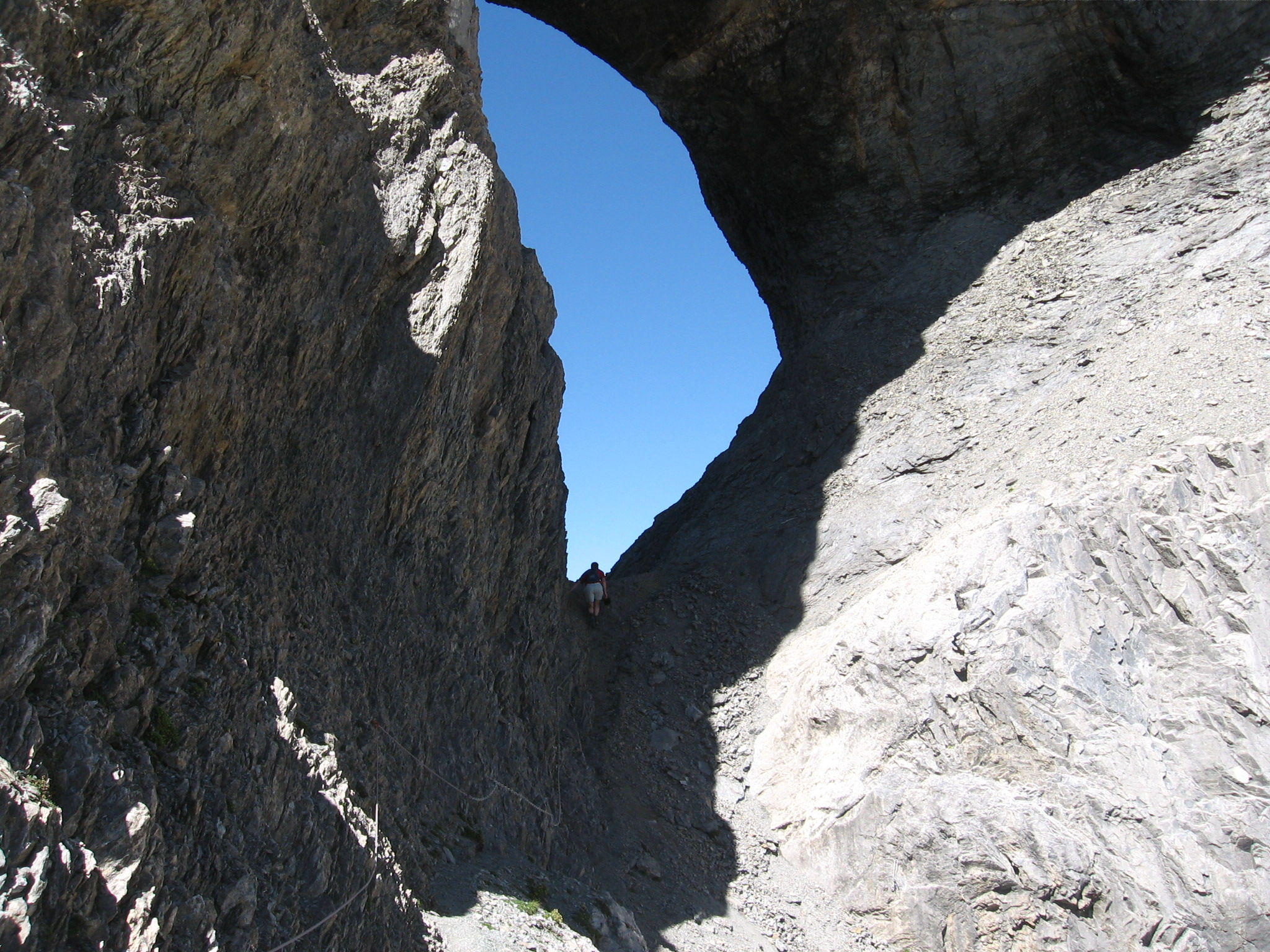
Il Martinsloch

La località è nota in Svizzera per i curiosi fenomeni del sole e della luna causati da un foro naturale (Martinsloch) presente nella roccia del monte Tschingelhorn, tanto da essere rappresentato nello stemma di Elm.

## Società

### Evoluzione demografica
L'evoluzione demografica è riportata nella seguente tabella:
Abitanti censiti

## Economia
Elm è una località di villeggiatura estiva (sanatori, escursionismo, alpinismo) e invernale (stazione sciistica).

## Amministrazione
Ogni famiglia originaria del luogo fa parte del comune patriziale che ha la responsabilità della manutenzione di ogni bene comune.